# Euterpe precatoria
Euterpe precatoria ist eine südamerikanische Palmenart aus der Gattung Euterpe. Es werden zwei Varietäten unterschieden.

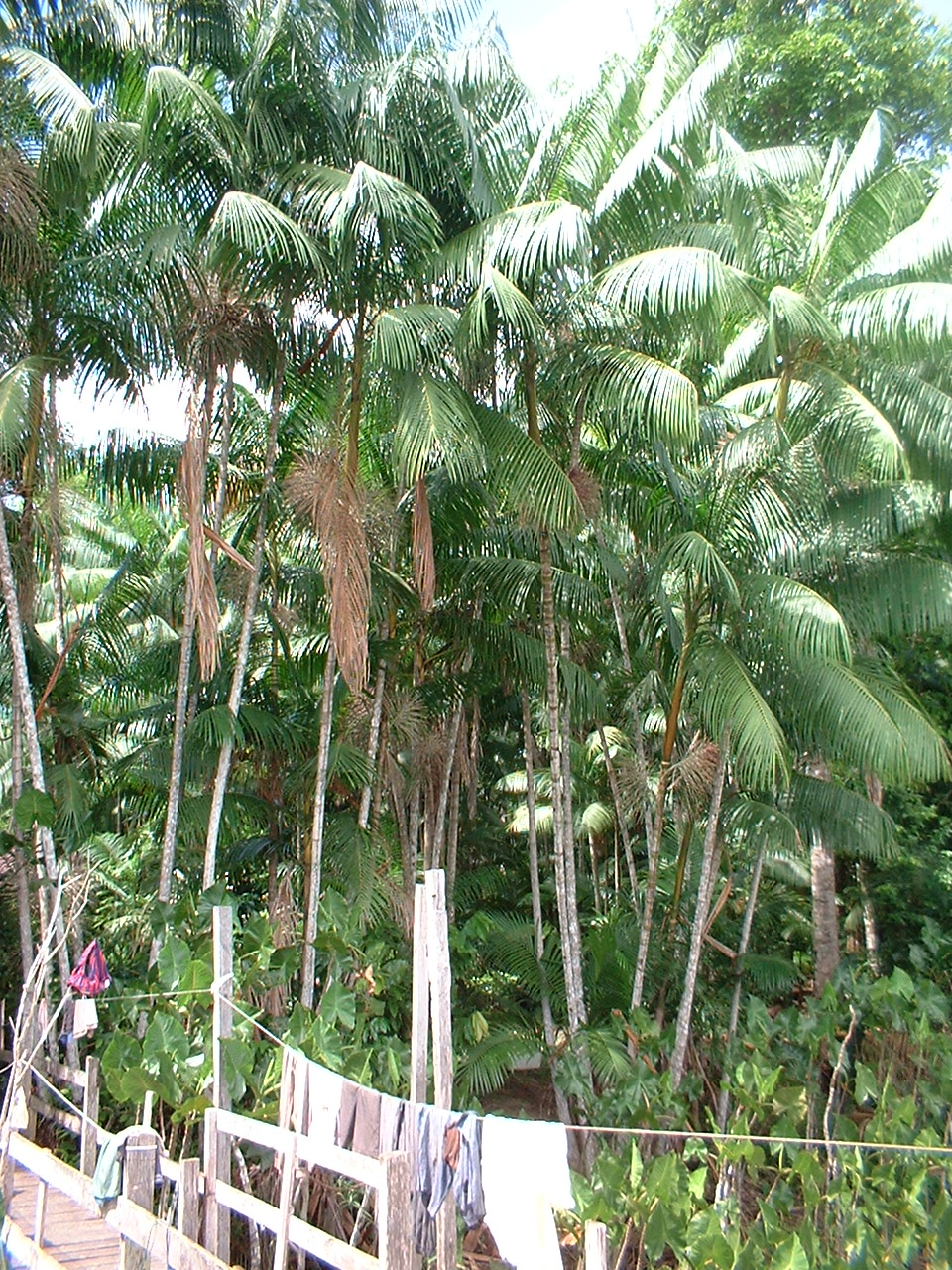
Habitus

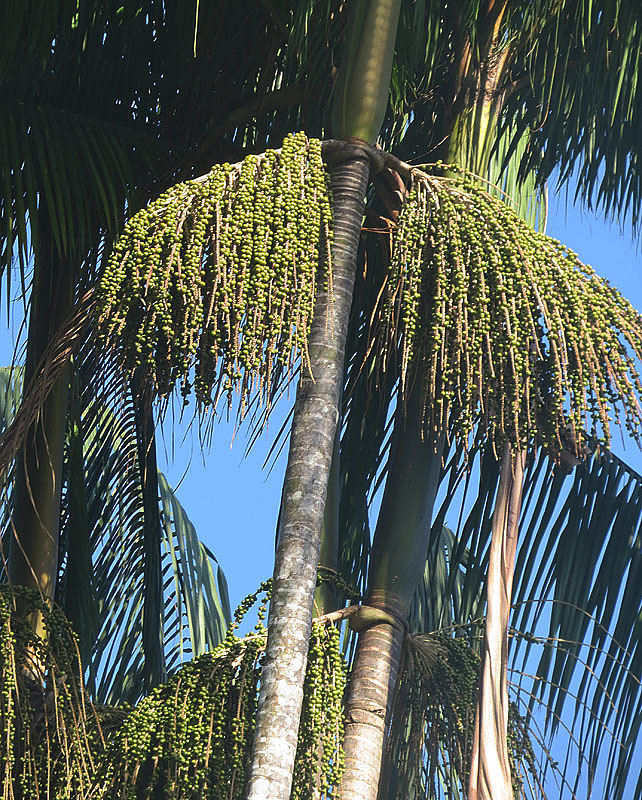
Euterpe precatoria fruchtend

## Merkmale
Die Palmen sind einzelstämmig oder mehrstämmig, dann aber mit wenigen Stämmen. Die Stämme sind aufrecht, 3 bis 20 m hoch bei einem Durchmesser von 4 bis 23 cm. Die Oberfläche ist grau, an der Basis befindet sich ein Kegel von Wurzeln. 
Die Krone besteht aus 5 bis 10 Blättern, selten bis 20. Sie stehen ausgebreitet, teils leicht bogig. Die Blattscheiden sind 0,5 bis 1,6 m lang, grün, heller gestreift, oder gelb. Der Blattstiel ist 12 bis 57 cm lang, selten fehlend. Die Rhachis ist 1,6 bis 3,6 m lang, an jeder Seite sitzen 43 bis 91 Fiederblättchen, die leicht oder stark hängen oder waagrecht stehen. Die Mittelrippe ist deutlich, an jeder Seite stehen 1 bis 2 seitliche Adern. Das unterste Blättchen ist 46 bis 70 cm lang, die mittleren 60 bis 88 cm und das Endfiederchen 18 bis 44 cm.
Die Blütenstände stehen zur Blüte mehr oder weniger waagrecht. Zur Fruchtreife sind sie eher hängend. Der Blütenstandsstiel ist 4 bis 15 cm lang, das Vorblatt ist 22 bis 85 cm lang und bis zu 6 cm breit. Das Hochblatt am Blütenstandsstiel ist 23 bis 80 cm lang und 8 bis 10 cm breit. Distal davon gibt es häufig noch einige kleinere Hochblätter. Die Blütenstandsachse ist 20 bis 94 cm lang. Die bis zu 200 Seitenzweige sind an der Basis des Blütenstands 16 bis 80 cm lang, an der Spitze 18 bis 58 cm. Die Blüten stehen im unteren Bereich in Triaden, im oberen stehen männliche Blüten zu zweit oder einzeln. 
Die männlichen Blüten sind 3,5 bis 5 mm lang. Die Kelchblätter sind breit oval, 2 bis 3 mm lang, gekielt und bewimpert. Die Kronblätter sind lanzettlich, 3 bis 5 mm lang. Die Staubblätter stehen an einem kurzen Receptaculum. Die Staubfäden sind 1 bis 2,5 mm lang, die Antheren 2 mm. Das Stempelrudiment ist 1,5 bis 3 mm lang und an der Spitze tief dreilappig. Die weiblichen Blüten sind 2,5 bis 4,5 mm lang. Die Kelchblätter sind breit oval, 3 mm lang, eher kahl und bewimpert. Die Kronblätter sind breit oval und 4 mm lang.
Die Frucht ist kugelig mit einem Durchmesser von 0,9 bis 1,3 cm. Die Narbenreste stehen seitlich an der Frucht. Das Exokarp ist purpur-schwarz und mit kleinen Höckern besetzt. Die Samen sind kugelig, das Endosperm ist homogen. Das Primärblatt ist gefiedert mit einer sehr kurzen Rhachis.
Die Chromosomenzahl beträgt 2n = 36.

## Varietätprecatoria
Die Stämme der Varietät Euterpe precatoria var. precatoria sind stets einzeln. Das mittlere Fiederblättchen ist 1 bis 2 cm breit, hat an jeder Seite der Mittelrippe eine seitliche Ader und ist deutlich hängend. Die Blütenstände sind größer und die Seitenzweige sind mit 4 bis 6 mm dicker als bei der zweiten Varietät. Die Kelchblätter der männlichen wie weiblichen Blüten sind an der Außenseite deutlich behaart und trocknen weiß. 
Die Varietät kommt in den Tieflandregionen des Amazonasbeckens vor: Kolumbien, Venezuela, Trinidad, die Guyanas, Ecuador, Peru, Brasilien und Bolivien. Sie wächst im Tieflandregenwald, häufig entlang von Flüssen auf zeitweise überfluteten Standorten, meist unter 350 m Seehöhe. Selten steigt sie bis 600 m.
Aus den Früchten wird ein Saft gewonnen. Die Stämme werden im Hausbau verwendet. 

## Varietätlongevaginata
Die Varietät Euterpe precatoria var. longevaginata (Mart.) Henderson wurde 1995 vom Status einer eigenen Art (Euterpe longevaginata Mart.) zur Varietät von Euterpe precatoria herabgestuft. Die Stämme sind einzeln oder mehrfach. Das mittlere Fiederblättchen ist 2 bis 3 cm breit, hat an jeder Seite der Mittelrippe zwei seitliche Adern und ist mehr oder weniger hängend. Die Blütenstände sind kleiner und die Seitenzweige sind mit 3 (selten 4) mm dünner als bei der anderen Varietät. Die Kelchblätter der männlichen wie weiblichen Blüten sind an der Außenseite nicht deutlich behaart und trocknen braun.
Die Varietät kommt in tiefen und hohen Lagen in den Anden und Zentralamerika vor: Belize, Costa Rica, Guatemala, Nicaragua, Panama, Kolumbien, Venezuela, Ecuador, Peru, Brasilien und Bolivien. Sie wächst an bewaldeten Berghängen und -rücken, auch im Tiefland, von 0 bis 2000 m Seehöhe. Das Palmherz wird selten gegessen.